# Euastrum johnsonii
Euastrum johnsonii là một loài Song tinh tảo trong họ Desmidiaceae, thuộc chi Euastrum.